# Telemedicina

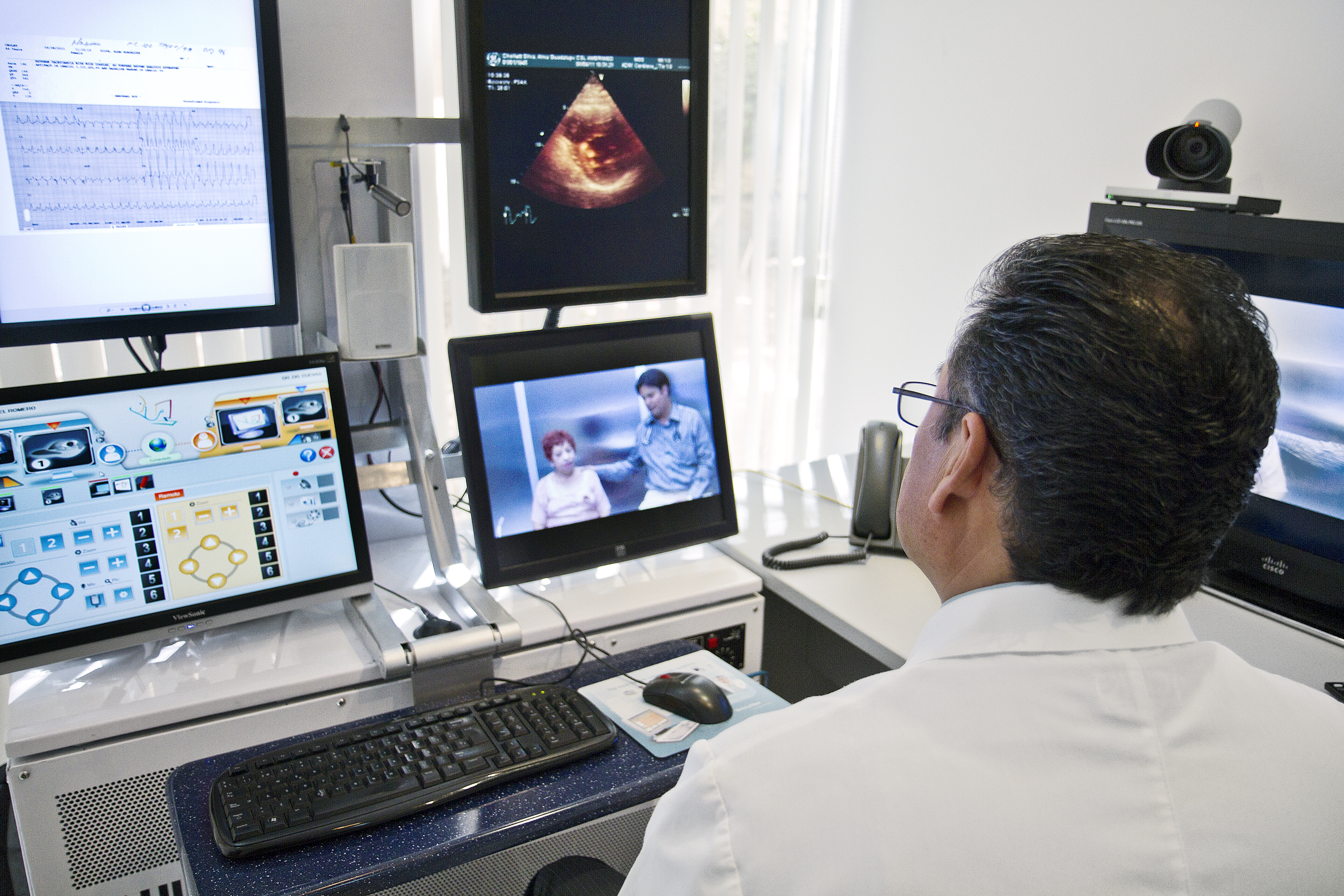
Un consulto effettuato grazie alla telemedicina

La telemedicina è l'insieme di tecniche mediche e informatiche che permettono la cura di un paziente a distanza o più in generale di fornire servizi sanitari a distanza. In sostanza, la telemedicina è analoga alle relazioni virtuali, ma permette di facilitare anche in luoghi remoti le cure e le relazioni con le dovute cautele. Inoltre, la telemedicina è molto utile nelle "seconde opinioni", nelle quali il medico consultato può osare senza timore di essere denunciato.

## Definizioni
La telemedicina è una importante opportunità attraverso la quale tra paziente e medico anche a distanza. Sono molti gli esempi possibiliː dalla verifica dell'aderenza ad una terapia, alla diagnosi a distanza, resa sempre più precisa grazie anche all'utilizzo di dispositivi e IOT che permettono una misurazione precisa delle caratteristiche anamnesiche del paziente.
La classificazione più comune della telemedicina è effettuata a partire dal settore medico al quale viene applicata:
- telepatologia: branca della telemedicina che prevede il trasferimento di immagini digitali macroscopiche e microscopiche a scopo diagnostico o educativo mediante la tecnologia informatica;
- teleradiologia
- telecardiologia: trasmissione e refertazione a distanza di un elettrocardiogramma;
- teledermatologia
- teleneurologia
- telegastroenterologia
- teleriabilitazione: erogazione di servizi riabilitativi attraverso le reti di telecomunicazione ed internet;
- televisiva: visite tra medico curante e paziente mediante sistemi di video-conferenza.
- telemonitoraggio: monitoraggio continuo di eventuali dispositivi e a distanza del quadro clinico del paziente[1]
- video consulto medico: consulto tra due medici o operatori sanitari.

## Sperimentazioni
I primi esperimenti di telemedicina sono stati condotti per permettere un'adeguata assistenza nelle aree geografiche più remote o in situazioni disagiate (perforazioni petrolifere su piattaforma off-shore, spedizioni artiche o spaziali, aree interne e quindi meno raggiunte dai servizi essenziali). In seguito, con la diffusione di tecniche di compressione dati più efficaci e di reti sempre più veloci, si è arrivati ad inviare via rete fissa anche dati voluminosi, come ad esempio le immagini di una tomografia computerizzata (TC).
In Italia, una delle prime applicazioni di telemedicina è consistita nella trasmissione sperimentale di elettrocardiogrammi a distanza, iniziata nel 1976, utilizzando le normali linee telefoniche, sperimentazione avviata dalla Fondazione Marconi di Bologna. Lo stesso anno un altro centro di ricerca, lo CSELT, iniziò lo studio delle caratteristiche delle informazioni da trasmettere tra un pronto soccorso e un ospedale, organizzando una sperimentazione tra l'Ospedale di Susa e l'Ospedale San Giovanni di Torino. In seguito, negli anni ottanta, l'allora SIP lanciò un vero e proprio "cardiotelefono". Da allora, gli enti di ricerca, le università, le società scientifiche, il Consiglio Nazionale delle Ricerche (CNR) ed il Ministero della Sanità, lavorando a diversi progetti (Programma Nazionale di Ricerca e Formazione in Telemedicina del MURST, tre Progetti strategici/speciali del CNR: "Sistemi Esperti in Medicina", "Sistemi Informatici in Biomedicina", "Robotica in chirurgia", ecc.), hanno portato all'attivazione di un master in telemedicina in alcune università (per esempio, a Pisa), all'organizzazione di importanti convegni sul tema ed alla crescita esponenziale dei servizi disponibili, con 12.000 pazienti teleassistiti all'anno e 50 aziende operanti in questo settore (dati del 2002).

## Telemedicina per il paziente
Fanno parte della telemedicina anche tutte quelle soluzioni per smartphone, ovvero applicazioni di tipo clinico-medico, che permettono all'utilizzatore di gestire la propria salute attraverso il proprio cellulare educandolo soprattutto alla prevenzione delle malattie. Va rilevato che controllare la propria salute con il telefonino non sembrerebbe essere consigliabile per pazienti con malattie reali. Tuttavia esistono anche degli applicativi che consentono la sorveglianza delle malattie e offrono supporto per gestirne il trattamento, questo avviene soprattutto per la gestione delle malattie croniche, Abbott ha ad es. da poco commercializzato un sensore per la registrazione della glicemia in diabetici che viene gestito da un app sul cellulare. Queste soluzioni sono ancora molto poco diffuse, ma molte presentano certificazione CE medicale, e sono per tanto affidabili e sicure. Questa branca della telemedicina prende il nome di m-health (mobile health). È bene inoltre ricordare che nessuna app sostituirà mai un colloquio franco e sincero col proprio curante.
Attualmente lo sviluppo di applicazioni mediche si è concentrato principalmente su:
- Gestione dell'ipertensione arteriosa (possibilità di avere un diario pressorio, giudizi sui valori puntuali o sul trend per coloro che stanno imparando a conoscere la propria condizione, materiale informativo sull'ipertensione, programmi per ridurre la pressione arteriosa seguendo un adeguato stile di vita);[3]
- Gestione delle condizioni diabetiche (possibilità di avere un diario con i dati glicemici, con annessi appunti sui pasti assunti e materiale didattico utile al miglioramento del proprio stato di salute);

Recenti studi hanno valutato l'efficacia del telemonitoraggio su altre patologie, quali, ad esempio la broncopneumopatia cronica ostruttiva nei pazienti anziani.
Altre applicazioni sono rivolte soprattutto allo stile di vita senza focalizzarsi su una patologia precisa. La maggior parte di queste applicazioni sono rivolte al conteggio delle calorie assunte durante la giornata nei pazienti o funzionano da contapassi e da personal trainer per l'esecuzione di esercizio fisico obesi o con diabete, monitorano il numero di evacuazioni nei pazienti con malattie infiammatorie croniche intestinali. Molte di queste applicazioni hanno la funzione di coaching, ovvero dei messaggi che spronano gli utenti a compilare le parti personalizzate che rappresentano i ‘compiti’ quotidiani. Negli Stati Uniti vi sono delle applicazioni rivolte agli utilizzatori di sostanze stupefacenti che decidono di disintossicarsi, hanno la funzione di coaching e promemoria di visite di controllo. Altre sono rivolte alle donne incinte per il monitoraggio della gravidanza e come reminder degli appuntamenti previsti, altre ancora sono reminder per l'assunzione della terapia medica.
La salute mobile sta diventando una scelta popolare nelle zone scarsamente servite in cui vi è una vasta popolazione e un diffuso utilizzo del telefono cellulare (per esempio in Asia). Le organizzazioni senza scopo di lucro come m-Health Alliance stanno sostenendo lo sviluppo di tecnologie mobile per un maggiore ricorso alla salute mobile.
La diffusione della Telemedicina e del M- Health, porterà anche all'adozione delle terapie digitali (digital therapeutics, DTx), le quali forniscono interventi terapeutici a distanza per mezzo di tecnologie digitali per prevenire, gestire o trattare un disturbo medico o una malattia cronica
Un farmaco “tradizionale” contiene il principio attivo (con attività farmacologica). In una terapia digitale il principio attivo è un algoritmo che riassume e schematizza una procedura medica. Tale algoritmo per poter essere utilizzato deve essere integrato in un'app e scaricato in un dispositivo elettronico personale (uno smartphone, uno smartwatch, un pc).

## Vantaggi
- Disponibilità. La telemedicina consente di prestare assistenza medica ai pazienti che si trovano nelle regioni remote.[6] Inoltre, la telemedicina rende più facile l’osservazione dei pazienti a mobilità ridotta.
- Riduzione dei costi sanitari. Il monitoraggio di pazienti a distanza con l’utilizzo di tecnologie mobili può aiutare a ridurre il numero di visite mediche nonché assicurare la verifica delle prescrizioni ed il controllo su quali medicinali vengono prescritti. Dunque, il costo totale dell’assistenza medica viene ridotto notevolmente.[7]
- Scambio di esperienze. Le tecnologie mobili aiutano gli operatori sanitari a tenere riunioni e scambiare esperienze nonché a seguire gli esperti e interagire con loro, pur trovandosi a distanza uno dall’altro.[8]
- Riduzione del rischio di diffusione delle malattie infettive. La telemedicina elimina il rischio di trasmissione delle malattie infettive tra i pazienti ed il personale medico.[9]
- Riduzione dello stigma. È noto che molti pazienti si sentono a disagio mentre stanno in uno studio medico. Ad esempio, la telepsichiatria è più efficace della terapia convenzionale, soprattutto quando si tratta dell’agorafobia, del DPTS (Disturbo Post-Traumatico da Stress) in ambito militare, e dei disordini mentali nei bambini.[10]

## Svantaggi
- La telemedicina non è in grado di sostituire interamente l’assistenza medica fisica, soprattutto la diagnostica e la riabilitazione.
- La telemedicina è in contrasto non solo con la pratica medica ma anche (in alcuni casi) con i principi della legge. Sorge la necessità di revisionare le normative esistenti nonché le linee guida e le disposizioni legislative.[11][12]
- La telemedicina compromette la confidenzialità, la sicurezza, il processo di concessione di licenze mediche ed il rimborso delle spese.[13]
- La telemedicina richiede più tempo da parte del medico. Mentre una visita ordinaria dura 15 minuti, la durata di una consulenza a distanza è fino ad una mezz’ora.[14]
- Inoltre, è più alto il rischio di malasanità durante la prestazione dell’assistenza medica. Sono probabili anche tali problemi tecnici come errore di trasmissione o violazione della sicurezza o del processo di conservazione dei dati che hanno effetto sulla qualità del collegamento.

Proprio al fine di ridurre al minimo i rischi di un errato uso della telemedicina da parte del personale sanitario, alcune società scientifiche mediche hanno recentemente redatto delle linee guida per il corretto utilizzo della telemedicina.